# Safi Saïd
Pour les articles homonymes, voir Saïd.
Safi Saïd (arabe : الصافي سعيد), de son nom complet Ahmed Safi Ben Ibrahim Ben Haj Ali Saïd (أحمد الصافي بن ابراهيم بن الحاج علي سعيد), né le 22 septembre 1953 à El Guettar, est un journaliste, écrivain et homme politique tunisien.

## Biographie

### Formation
Il est titulaire d'un diplôme en sciences politiques et presse de l'université libanaise et d'un certificat en prospective de l'université Mohammed-V de Rabat.

### Carrière journalistique
Il quitte la Tunisie après les événements de Gafsa et commence sa carrière professionnelle dans le monde de la presse et en tant qu'écrivain à Beyrouth, où il est proche de la direction de l'Organisation de libération de la Palestine et des milieux locaux de gauche.
Auteur de plusieurs essais, il est le fondateur de plusieurs magazines dont certains sont financés par les services de la Libye de Mouammar Kadhafi dont il est proche. Parallèlement, il collabore avec de grands journaux arabes comme As-Safir et Asharq al-Awsat,.

### Carrière politique
Il présente sa candidature lors des élections présidentielles de 2014 et de 2019 en tant qu'indépendant, remportant respectivement 0,8 % et 7,4 % des voix,.
À l'occasion des élections législatives de 2019, il est élu député indépendant de la deuxième circonscription de Tunis,,. 
En janvier 2020, après l'échec de Habib Jemli, son nom figure parmi les candidats proposés au poste du chef du gouvernement,. Un mois après, il annonce le lancement prochain de son parti politique nommé « Les Jardins des abeilles ».

## Vie privée
Safi Saïd est marié et père de trois enfants.

## Publications
- (ar) بن بلة يتكلم : المذكرات السياسية و الثقافية، لأحمد بن بلا [« Ben Bella qui parle »], Beyrouth, Sin Sad,‎ 1981.
- (ar) مثلث الشياطيني الاستيوائي [« Le triangle satanique »], Beyrouth, Sin Sad,‎ 1986.
- (ar) سنوات المتاهة : على مذبح القرن 21 [« Les années du labyrinthe : sur l'autel du XXIe siècle »], Beyrouth, Sin Sad,‎ 1994.
- (ar) الحمى 42: لا أنبياء و لا شياطين [« Fièvre 42 »], Beyrouth, Bissan Publishers,‎ 1996.
- (ar) كازينو [« Casino »], Beyrouth, Dar El Moultaka,‎ 1997.
- (ar) العتبات المدنسة في الشرق الأوسط [« Les seuils maudits au Moyen-Orient »], Beyrouth, Bissan Publishers,‎ 1999.
- (ar) بورقيبة، سيرة شبه محرمة [« Bourguiba, une biographie semi-interdite »], Beyrouth, Riad El Rayyes Books,‎ 2000.
- (ar) حدائق الله [« Les jardins divins »], Tunis, Sotumedias,‎ 2001.
- (ar) خريف العرب : البئر و الصومعة و الجنرال [« L'automne des Arabes »], Beyrouth, Bissan Publishers,‎ 2005.
- (ar) عودة الزمن الإمبراطوري و نهاية الأوطان [« Le retour du temps impérial et la fin des patries »], Beyrouth, Riad El Rayyes Books,‎ 2006.
- (ar) سنوات البروستاتا [« Les années de la prostate »], Beyrouth, Ourabia,‎ 2011.
- (ar) حوارات الثورة [« Les dialogues de la Révolution »], Beyrouth, Ourabia,‎ 2012.
- (ar) المضاد الحيوي : مخاضات بين زمنين ما قبل الثورة [« Accouchements pré-révolutionnaires »], Beyrouth, Ourabia,‎ 2013.
- (ar) الإغواء الملكي [« Séduction royale »], Beyrouth, Ourabia,‎ 2013.
- (ar) جدل ما بعد الثورة [« Controverse post-révolutionnaire »], Beyrouth, Ourabia,‎ 2014.
- (ar) المعادلة التونسية [« L'équation tunisienne »], Beyrouth, Ourabia,‎ 2014.
- (ar) جيوبوليتيك الدم : التاريخ الأسير و الجغرافيا المتصدعة [« La géopolitique sanguinaire »], Tunis, Sotumedias,‎ 2015[12].
- (ar) الكيتش 2011 [« Kitsch 2011 »], Tunis, Sotumedias,‎ 2016[13].
- (ar) المانفستو : النداء الأخير الى الباي الكبير [« Le dernier appel au dernier des Beys »], Tunis, Sotumedias,‎ 2017.
- (ar) القذافي، سيرة غير مدنسة [« Kadhafi, une biographie intacte »], Tunis, Sotumedias,‎ 2018[14].
- (ar) المعادلة التـونسـيــة. كيــف نصنـع المستقبل؟ رؤية متكاملة 2020/2030 [« L'équation tunisienne ou comment créer l'avenir (2020-2030) ? »], Tunis, Sotumedias,‎ 2019.
- (ar) جيوبوليتيك الأمم : الانتقال الحرج من الامبريالي إلى الميتا-امبريالي [« Géopolitique des nations : la transition critique de l'impérialisme au méta-impérialisme »], Tunis, Sotumedias,‎ 2021.
- (ar) جمهورية الخطر الداهم [« La République du danger imminent »], Tunis, Sotumedias,‎ 2022[15].